# Joan Linares i Delhom
Joan Linares i Delhom (Palafrugell, 21 de enero de 1881-Ciudad de México, 21 de enero de 1947) fue un político y hombre de negocios español. 

## Biografía
Fue alcalde de Palafrugell de 1914 a 1916. Al terminar la guerra civil española se exilió a México, donde fue se dedicó a los negocios y fue destacado miembro de la Comunidad Catalana de México, mecenas económico de las revistas Full Català y Quaderns de l'exili.